# Ellen Streidt
Ellen Streidt, née Stropahl le 27 juillet 1952 à Wittstock, est une athlète de République démocratique allemande, spécialiste du sprint.
Spécialiste du 400 m, elle a remporté de nombreuses médailles pour la République démocratique allemande.

## Palmarès

### Jeux olympiques d'été
- Jeux olympiques d'été de 1976 à Montréal ( Canada)
  -  Médaille de bronze sur 400 m
  -  Médaille d'or en relais 4 × 400 m (avec Maletzki, Rohde et Brehmer)

### Championnats d'Europe
- Championnats d'Europe d'athlétisme 1971 à Helsinki ( Finlande)
  -  Médaille d'argent en relais 4 × 100 m (avec Balzer, Stecher et Vogt)
- Championnats d'Europe d'athlétisme 1974 à Rome ( Italie)
  -  Médaille d'argent sur 400 m
  -  Médaille d'or en relais 4 × 400 m (avec Rohde, Dietsch et Handt)